# Die Kinder von Catan
Die Kinder von Catan ist ein eigenständiges Spiel aus der Catan-Familie von Klaus Teuber. Es erschien 2003 bei Kosmos. Das Spiel ist für 2 bis 4 Kinder ab 4 Jahren gedacht. Die Spieldauer beträgt ca. 10 bis 15 Minuten. Das Spielmaterial kann auch zum eigenständigen Spielen benutzt werden.

## Inhalt
- 13 Häuser aus Holz (bemalt, überwiegend mit roten Dächern):
  - je 1 Bäcker, Kirche, Metzger, Rathaus (mit grünem Dach), Schule, Tor und Turm
  - je 3 kleine und große Wohnhäuser
- 1 grauer Brunnen
- 15 Rohstoff-Spielsteine aus Holz: je 5 gelbe Ährenbündel (Getreide), grüne Bäume (Holz) und braune Steinhaufen (Ziegel)
- 4 Spielfiguren aus Holz, je 1× blau, gelb, rot und weiß
- 1 schwarze Figur "Erik" (Räuber)
- 1 Würfel aus Holz (natur mit schwarzen "Augen")
- 1 rechteckige Bodenplatte aus Pappe
- 1 runde Drehscheibe aus Pappe
- 1 Heft mit einem kindgerechten kurzen Text über das erste Jahr der Siedler auf der Insel Catan und der Spielregel
- 1 Zipp-Tüte

## Spielprinzip
Das Spielbrett wird aus der Bodenplatte und der Drehscheibe aufgebaut, die durch den Brunnen als Zapfen in der Mitte zusammengehalten werden. Bodenplatte und Drehscheibe haben mehrere Aussparungen, in denen das Holz-Spielmaterial Platz findet.
Die Drehscheibe stellt den Weg um das Dorf dar. Auf ihr befinden sich für jeden Spieler kleine Karren mit 4 Öffnungen, in eine stellt jeder Spieler seine Spielfigur. Außerhalb der Drehscheibe befinden sich Plätze für die Rohstoff-Spielsteine und für Erik. Die Gebäude mit den roten Dächern werden unter den Spielern aufgeteilt. Das Rathaus wird beiseite gestellt. Zu Beginn wird die Drehscheibe so eingestellt, dass jede Spielfigur neben einem Rohstoff steht. Das jüngste Kind beginnt, würfelt und zieht seine Spielfigur entsprechend der Augenzahl vor, indem es die Drehscheibe im Uhrzeigersinn dreht. Die Kinder, deren Spielfigur neben einem Rohstoff landet, darf diesen Rohstoff in eine Öffnung ihres Karren setzen – sofern sie diesen Rohstoff noch nicht im Karren haben. Bleibt die Spielfigur neben Erik stehen, verliert das Kind einen Rohstoff. Kinder, die je 1 Holz, Ziegel und Getreide in ihrem Karren haben, dürfen eins ihre Häuser ins Dorf setzen. Die Rohstoffe werden wieder an die dafür vorgesehenen Plätze zurückgestellt. Anschließend ist das nächste Kind an der Reihe. Das Kind, das alle seine Häuser ins Dorf gestellt hat, das wenn es wieder die 3 Rohstoffe im Karren hat, das Rathaus bauen und gewinnt das Spiel. Ist dies mehreren Kindern möglich, gewinnen sie gemeinsam.

## Übersetzungen
- Dänisch: Kids from Catan (dan-spil)
- Englisch: The Kids of Catan (Mayfair Games)
- Französisch: Les Enfants de Catane (Tilsit)
- Niederländisch: De Kinderen van Catan (999 Games)
- Portugiesisch bei Devir
- Spanisch: CATÁN - JUNIOR (Devir)
- Ungarisch: Catan gyerekeknek (Piatnik)

## Auszeichnungen
- 2003 Schweizer Spielepreis Platz 1 Kategorie Kinderspiele
- 2005: Nominiert für das Kinderspiel des Jahres in Norwegen

## Verfügbarkeit
Das Spiel ist beim Verlag vergriffen.